# Ikke-statsborgere (Letland)
Ikke-statsborgere (lettisk: nepilsoņi) er ifølge lettisk lovgivning personer, som ikke er lettiske statsborgere eller noget andet lands, men som, i overensstemmelse med den lettiske lov "Vedrørende status af statsborgere af det tidligere Sovjetunionen, der ikke indehaver lettisk eller intet statsborgerskab", har retten til et ikke-statsborger pas udstedt af de lettiske myndigheder såvel som andre specifikke rettigheder. Disser er "statsborgere af det tidligere Sovjetunionen (...) hvis bopæl er i Republikken Letland såvel som dem der midlertidigt er fraværende og deres børn samtidig opfylder de følgende betingelser: 1) den 1. juli 1992 var de registreret indenfor Letlands territorium uanset status for opholdssted indikeret i bopælsregistrering, eller indtil den 1. juli 1992 deres senest registrerede bopæl var i Republikken Letland, eller det er fastslået ved dom afsagt af en retsinstans, at de har haft bopæl indenfor Letlands territorium i 10 på hinanden følgende år indtil den henviste dato; 2) de er ikke lettiske statsborgere; og 3) de er ikke og har ikke haft statsborgerskab af andre stater." Børn født efter Letland de jure genetablerede selvstændighed (21. august 1991) af forældre, som begge er ikke-statsborgere, er berettigede til lettisk statsborgerskab efter forældrenes anmodning.
Selvom spørgsmålet vedrørende ikke-statsborgere ofte ligestilles med problemet omkring statsløse, så siger andre kilder, at ikke-statsborgeres status i både Letland og Estland er unik og ikke har eksisteret tidligere i international jura.
Der var 290.660 ikke-statsborgere i Letland per marts 2011 eller 14,10 procent af Letlands indbygger, hvilket er en nedgang fra cirka 715.000 i 1991.